# Sandd
Cet article possède des paronymes, voir Sand et Sande.
Sandd est une entreprise néerlandaise spécialisée dans la distribution du courrier. Elle compte environ 16 000 employés. Son siège social est situé à Apeldoorn.

## Histoire
En septembre 2017, Sandd fait une offre d'acquisition sur Van Straaten Post pour un montant non dévoilé, l'ensemble regroupe alors 20 000 employés pour un chiffre d'affaires de 195 millions d'euros
En février 2019, PostNL lance une offre d'acquisition sur Sandd pour 130 millions d'euros. En septembre 2019, cette dernière est cependant rejetée par les autorités de la concurrence néerlandaise, l'opération ayant créé un quasi-monopole dans le secteur et une forte augmentation des prix. Avant que le même mois, le gouvernement néerlandais approuve l'offre d'acquisition.